# Clampdown
Clampdown (срп. Притисак) је песма британског панк рок бенда The Clash. Објавио ју је Си-Би-Ес рекордс у децембру 1979. године у Уједињеном Краљевству. Clampdown је објављен као сингл са трећег студијског албума бенда The Clash - London Calling.
Песма Clampdown започела је живот као песма без текста под називом Working and Waiting. Њу су написали Џо Страмер и Мик Џоунс и она садржи поруке о борби против статуса кво и тадашње владе Уједињеног Краљевства.
Clampdown се понекад назива и Working for the Clampdown јер је тако песма названа у опису текста песме који је дошао са плочом када је она објављена у Аустралији 1980. године.
Сама реч Clampdown је термин који је коришћен од стране владе Уједињеног Краљевства и који описује борбу против штрајкова, панкера, фудбалских хулигана, и других "претњи" економског, социјалног или моралног добра Уједињеног Краљевства. Песма је исписана као упозорење за будуће генерације да не буду део проблема већ да се боре против "притиска" и да постану део решења.

## Текст
Текст песме Clampdown алудира на грешку у капиталистичком систему.
Уводни текст био је неразумљив, све док га фан бенда, Аде Маркс, није дешифровао за Клеш специјал магазина Кју (енг. Q). Овај текст био је алузија на уништење које колонизација сеје где год да оде. Ово је приказано у строфи "The kingdom is ransacked, the jewels all taken back / And the chopper descends" (срп. Краљевство је претресено, драгуљи су поново узети / и хеликоптер се спушта).
Плава и браон боја коришћене су у тексту песме да представе просечне радничке униформе тадашње Енглеске. Ове униформе су дате младим људима када крену да "раде за притисак". Облачењем ових униформи, они постају још једно безимено лице у систему. Алтернативно, мајице плаве боје и мајице браон боје, коришћене су од стране раних фашистичких и нацистичких покрета у Ирској и Немачкој. У овом случају, мајице плаве и браон боје представљају увод младих у свет екстремних десничарских идеологија. Ова идеја је подржана строфама које описују злочин мржње над особом која носи турбан.
Страмер је био социјалиста и сматрао је да систем у којем је тада живео пун грешака, зато позива младе да не упадну у замку капитализма и да се боре против притиска. Прекомеран рад наглашен је у тексту када гитариста Мик Џоунс понавља речи рад (енг. Work) и више рада (енг. More work) преко рефрена где Џо Страмер пева "Рад за притисак" (енг. Working for the clampdown).
Строфа Kick over the wall 'cause the government's to fall (срп. Обори зид јер ће влада да падне) је могућа алузија на пад Берлинског зида.
Као и у њиховом претходном синглу, London Calling са истоименог албума, и у овој песми the Clash креира алузију на инцидент на острву Три миље у Америци. Ова алузија се дешава у строфи Working hard in Harrisburg / Working hard in Petersburg (срп. Радим вредно у Харисбургу / радим вредно у Питерсбургу). Харисбург је главни град Пенсилваније, смештен недалеко од острва Три миље.

## Особље
The Clash
- Џо Страмер - главни вокали, гитара
- Мик Џоунс - вокали, гитара
- Пол Симонон - бас гитара
- Топер Хидон - бубњеви

#### Помоћни музичари
- Мики Галагер - оргуље

#### Продукција
- Гај Стивенс - продукција
- Бил Прајс - главни аудио инжењер
- Џери Грин - аудио инжењер

## Прераде и коришћења у популарним медијима
Clampdown су од њеног изласка прерадили многи извођачи. Један од првих бендова који је прерадио песму био је амерички панк рок бенд из Орегона, The Weaklings, 1996. године. Од тад, Clampdown су прерадили бендови Indigo Girls, Hot Water Music, the Sinisters, the National, Poster Children, the Strokes, Ида Шулц и Јопе Филгрен, Green Room Rockers, the Clank, Rage Against the Machine, Metallica, и Брус Спрингстин и његов И-стрит бенд.
Ова песма се такође појавила на албуму посвете Burning London: Clash Tribute из 1999. године, који је био посвећен Клешу и његовим члановима.
Једно од најранијих коришћења песме Clampdown у поп-култури било је у епизоди анимиране серије Футурама, у епизоди "The Silence of the Clamps" (срп. Тишина кљешта). У овој епизоди, песма је пуштена преко монтаже главног лика Фраја који проводи време са роботом Клемпсом. Песма је затим коришћена у америчкој комедији Малколм у средини, у епизоди "Морп" где Малколм организује анти-матуру са својим другарима.
У септембру 2018. године, током једне од дебата између републиканског кандидата Теда Круза и демократског кандидата Роберта О’Рурка за гласање о избору сенатора савезне државе Тексас, О’Рурк је рекао да Тед Круз "ради за притисак." ("working for the clampdown").
Рурк је касније преузео ову песму за своју кампању када се кандидовао у Ел Пасу и нагласио је значај бенда The Clash на његову кандидатуру.
Песма Clampdown је у фебруару 2011. године, додата у видео игру Rock Band 3.